# Čierna Lehota (Bánovce nad Bebravou)
Čierna Lehota es un municipio del distrito de Bánovce nad Bebravou en la región de Trenčín, Eslovaquia, con una población estimada a final del año 2024 de 110 habitantes.
Se encuentra ubicado en el centro-sur de la región, cerca del río Bebrava (cuenca hidrográfica del río Danubio) y de la frontera con la región de Nitra.

## Demografía
| Año        | 1994 | 2004     | 2014     | 2024    |
| ---------- | ---- | -------- | -------- | ------- |
| Población  | 192  | 151      | 110      | 110     |
| Diferencia |      | −21,35 % | −27,15 % | −1,42 % |

| Año        | 2023 | 2024    |
| ---------- | ---- | ------- |
| Población  | 112  | 110     |
| Diferencia |      | −1,78 % |